# Hylaeus sonorensis
Hylaeus sonorensis là một loài Hymenoptera trong họ Colletidae. Loài này được Cockerell mô tả khoa học năm 1924.